# Мереживниця російська
Мереживниця російська (Melanargia russiae) — вид денних метеликів родини сонцевиків (Nymphalidae).

## Поширення
Вид поширений в Південній та Східній Європі, Західній та Північній Азії від Португалії до Алтаю. В Україні трапляється в східних областях.

## Опис
Довжина переднього крила 25-33 мм; розмах крил — 47-57 мм. Крила зверху білі, з малюнком з чорно-коричневих плям. Дискальна ланка переднього крила пересічена посередині чорною поперечною вузькою лінією. Дискальна пляма часто з просвітом. Чорний візерунок тонкий. На задньому крилі добре помітна вузька звивиста лінія, що утворює лунки, до неї зсередини примикає тонка чорна лінія.
Гусениця зелена, з білими лініями уздовж спини. Лялечка щільна, світло-коричнева.

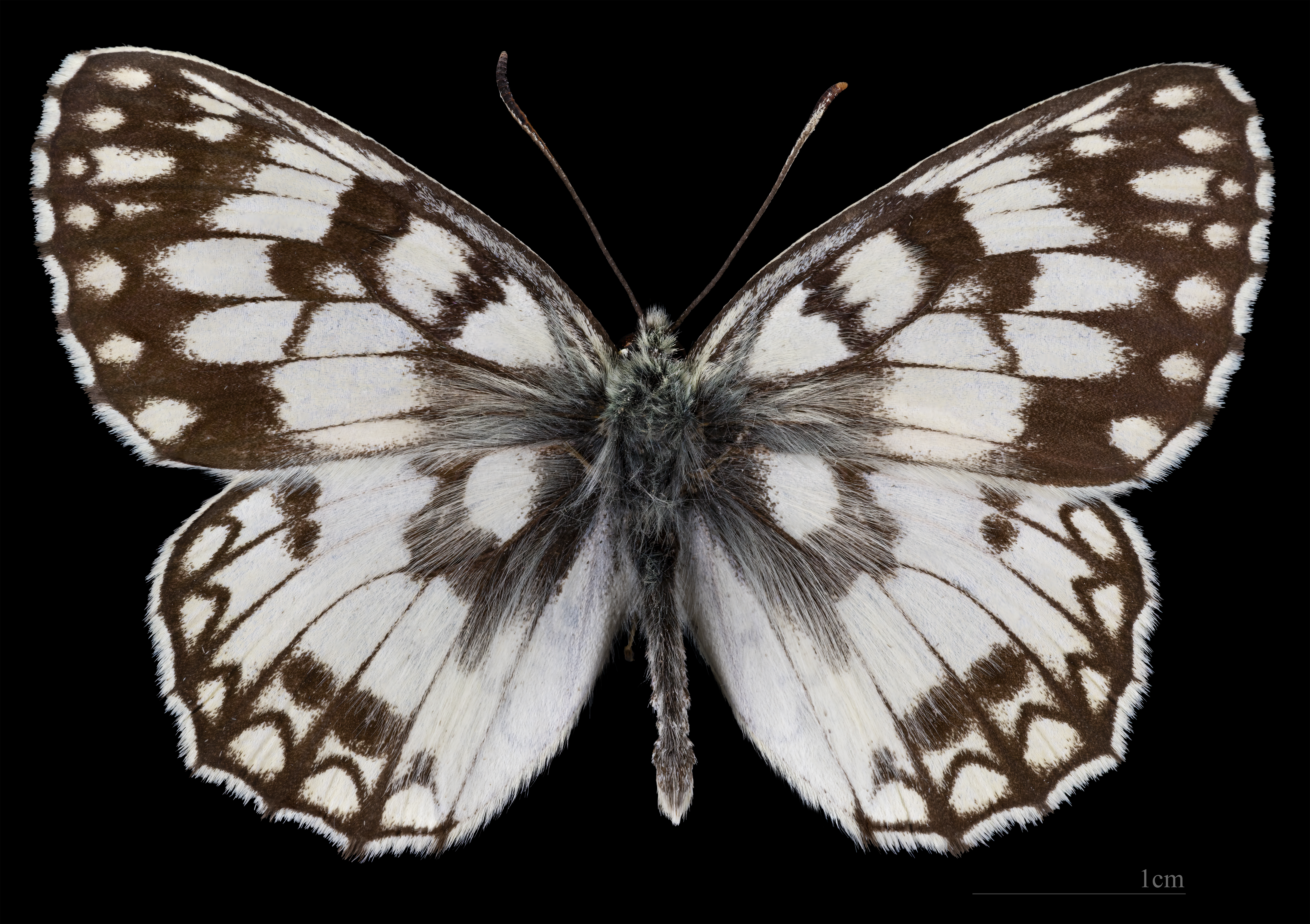
Melanargia russiae japygia ♂
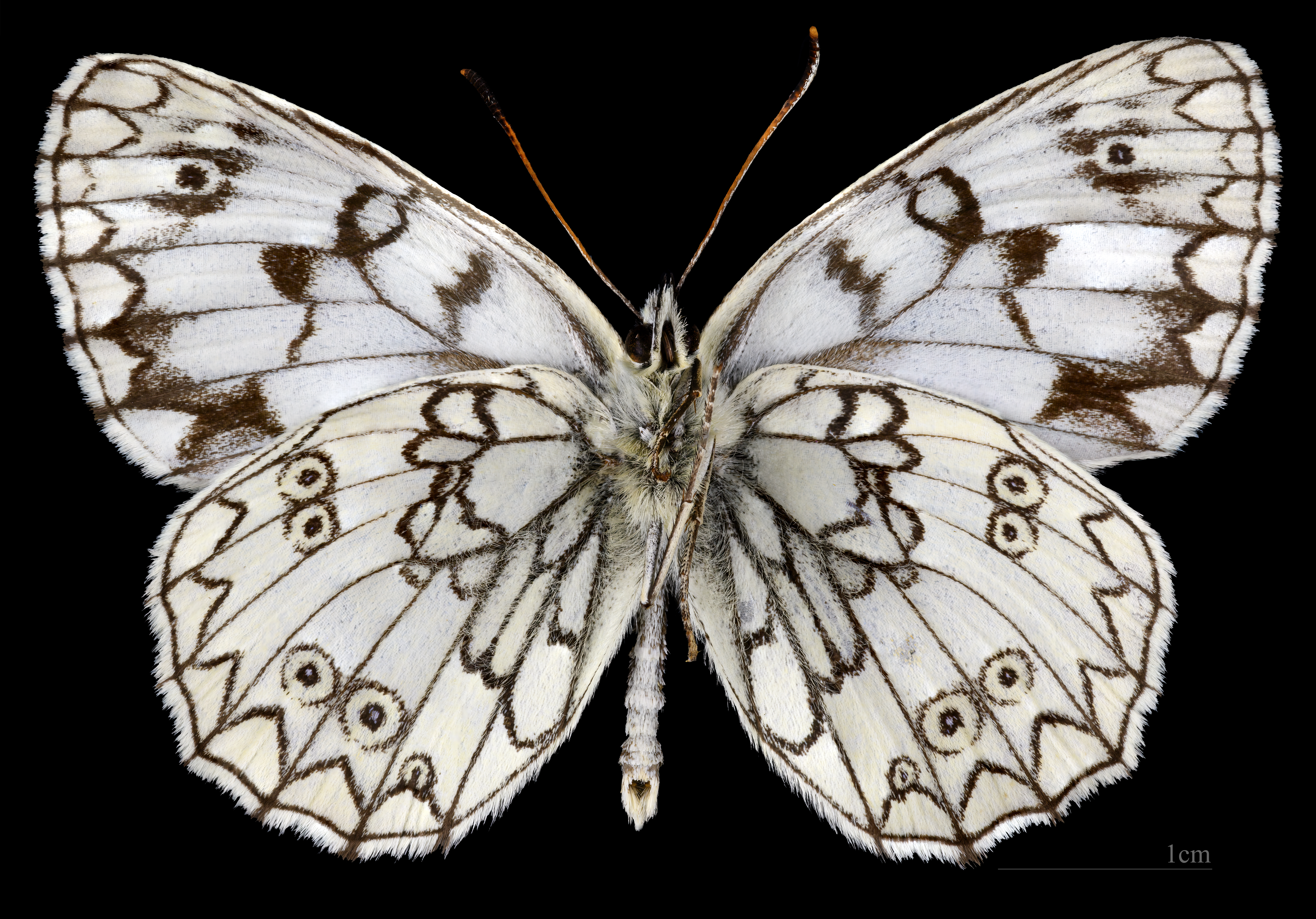
Melanargia russiae japygia ♂  △
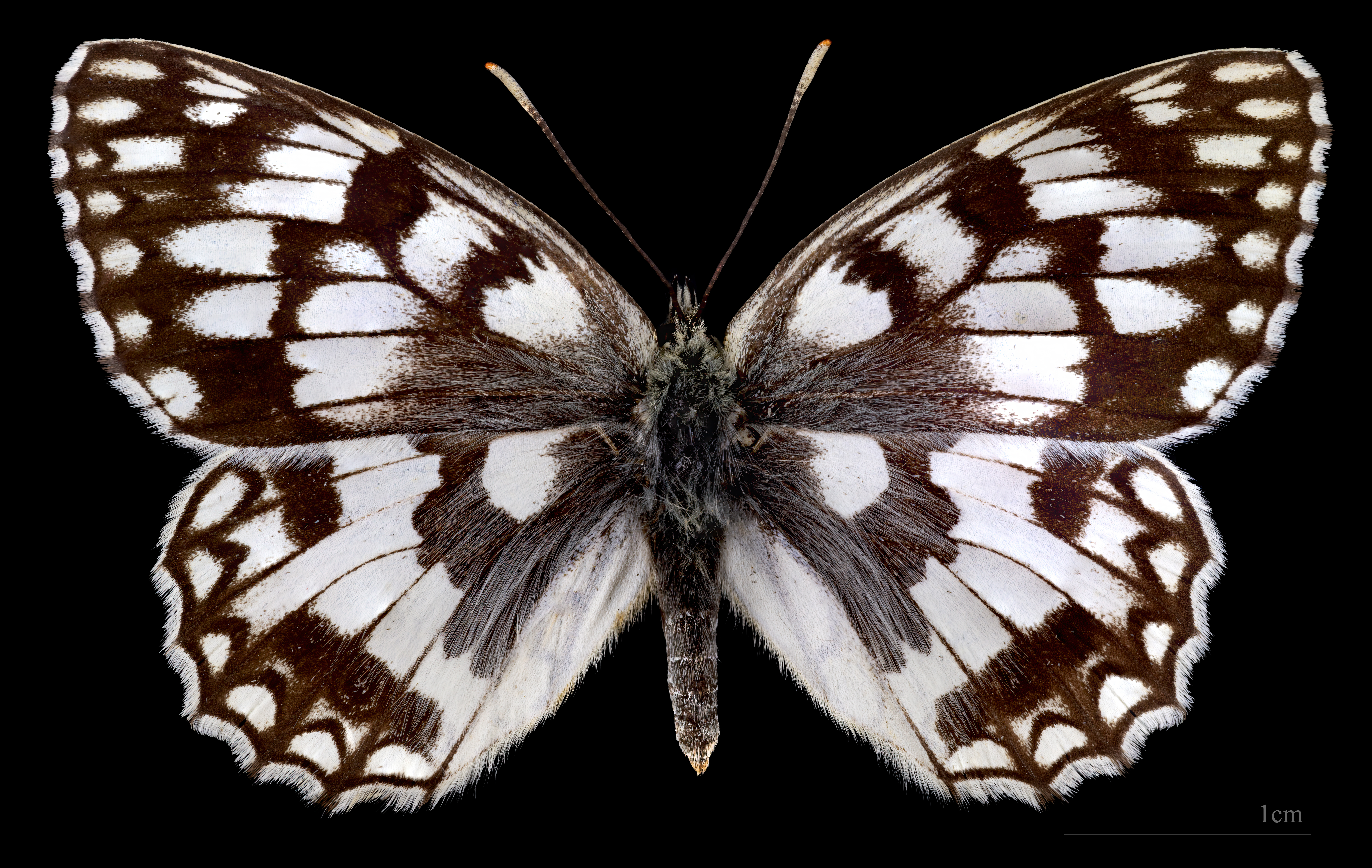
Melanargia russiae japygia ♀
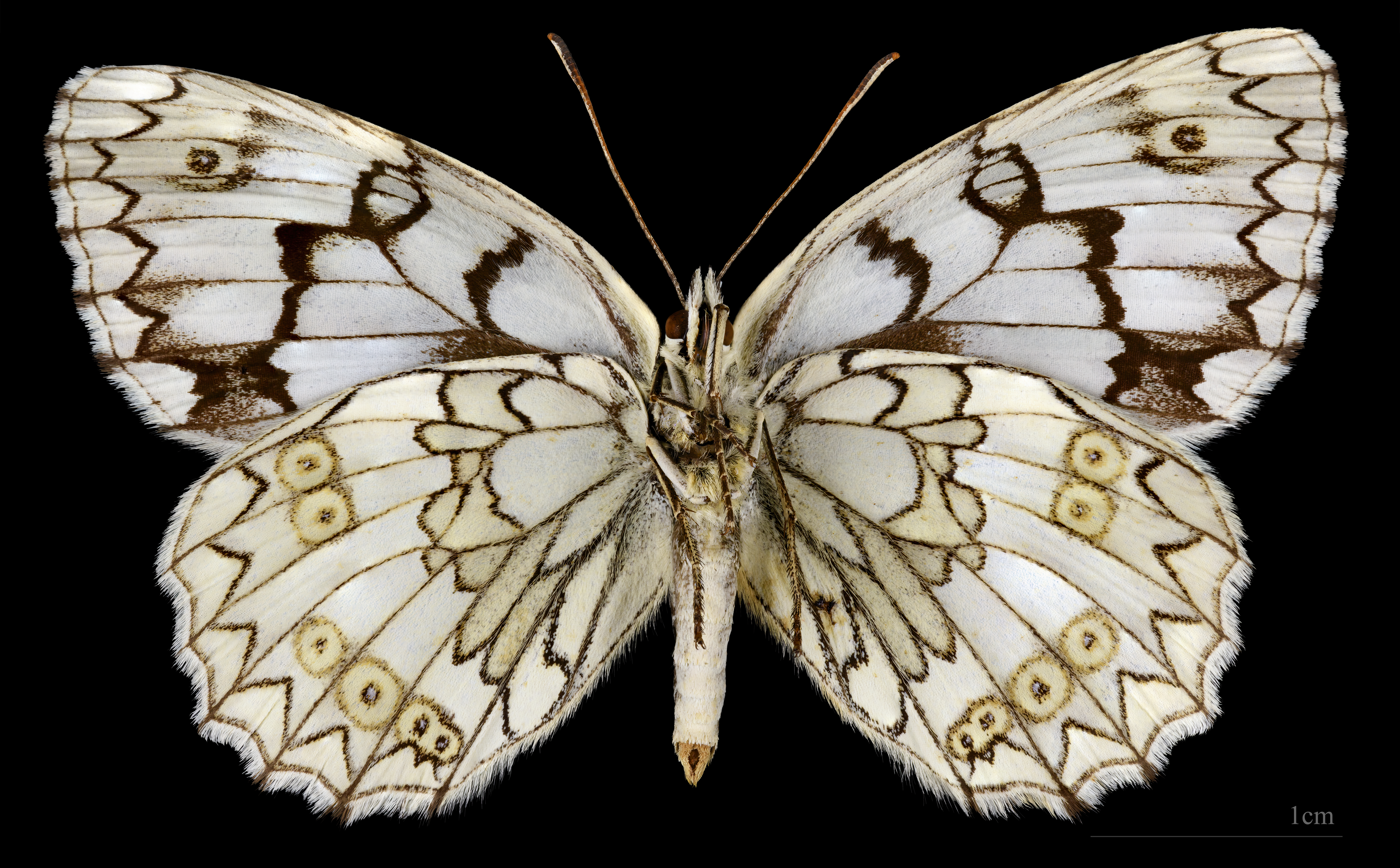
Melanargia russiae japygia ♀  △

## Спосіб життя
Метелики літають у червні-липні. Трапляються на світлих ділянках лісу, серед чагарників, на скельних оголеннях, степових схилах. Самиці відкладають по одному яйцю на листя і стебла кормової рослини (куцоніжка, стоколос, пирій, тимофіївка, тонконіг, ковила). Зимує гусениця.